# Jelloshot
Der Jelloshot ist ein alkoholisches Dessert aus mit Spirituosen versetztem Wackelpudding. Ursprünglich angelehnt an die Marke Jell-O ist der Name mittlerweile generisch.
Jelloshots werden typischerweise in Schnapsgläsern, Plastikbechern oder Eiswüfelformen serviert. Am gängigsten scheint die Herstellung mit Vodka zu sein, aber alle Spirituosen, Liköre oder auch Weine sind geläufig. Auch Fruchtsäfte werden verwendet, um den Alkoholgeschmack zu kaschieren. Es gibt viele verschiedene Abwandlungen und Varianten, allerdings funktionieren nicht alle mixologischen Varianten. Z. B. sollte Ananassaft vermieden werden, da er nicht gut geliert.
Typischerweise werden Jelloshots selbst hergestellt, es existieren aber auch kommerzielle Produkte.

## Geschichte
Gesichert ist, dass die Praxis vor der Einführung der Wackelpuddingmarke Jell-O 1897 geläufig war und deswegen der Name wohl erst später etabliert wurde.
Im mittelalterlichen Text Le Viandier gibt es ein Rezept für mit Wein versetztem Aspik. Als das Gelatinepulver im 19. Jahrhundert erfunden wurde, wurden zunächst Wackelpuddings populär. Das wohl erste Rezept mit Alkohol geht auf den Text von 1862 How to Mix Drinks (Wie man Getränke mischt) des Barkeepers Jerry Thomas zurück. Darin fügte er Hausenblase zu einem Fruchtpunsch mit Cognac und Rum hinzu. Der Koch Marie-Antoine Carême servierte um dieselbe Zeit gelierten pinken Champagner mit Orangenblüten als Dessert. Der San Francisco Chronicle beansprucht die erste Rezeptveröffentlichung mit dem Rezept eines „Wein“-jellys basierend auf Jell-O (Zitronengeschmack), Orangenscheiben und Sherry.
Besonders populär waren Jelloshots in den USA der 1950er Jahre. Einige Quellen schreiben dem Sänger und Satiriker Tom Lehrer die Verbreitung zu, der mit den Jelloshots das Alkoholverbot auf US-Militärbasen umgangen haben soll. Es sei als eigene Idee bei einer Weihnachtsfeier entstanden.
Aufgrund veränderter Geschmackstrends sind Jell-O und die Jelloshots ab den 1960er/1970er Jahren eher ein Nieschenphänomen mit wiederkehrenden Verbreitungen.